# Aritmetika
Aritmetika (starořecky ἀριθμητική, arithmētikḗ, ze slova ἀριθμός, arithmós – „číslo“) je obor matematiky, který studuje čísla, jejich vztahy a vlastnosti. Předmětem aritmetiky je pojem čísla (přirozené, celé číslo, racionální, reálné, komplexní číslo) a jeho vlastnosti. Aritmetika se zabývá měřeními, operacemi s čísly (sčítání, odčítání, násobení, dělení), atd.
Teoretická aritmetika věnuje pozornost definici a analýze pojmu číslo. Formální aritmetika pracuje s logickými konstrukcemi predikátů a axiomů. Aritmetika je nejstarší ze základních matematických věd; úzce souvisí s algebrou, geometrií a teorií čísel.

## Historie
Nejstarší písemné záznamy naznačují, že Egypťané a Babyloňané používali základní aritmetické operace již v roce 2000 př. n. l. Hieroglyfický systém (egyptské číslice) a pozdější římské číslice se používali pro počítání. V obou případech byla používána desítková soustava, ale nebyla poziční. Poziční soustavy čísel používaly základ 60 pro babylonské číslice a základ 20, který definoval mayské číslice. Schopnost opětovného použití již definovaných číslic pro různé hodnoty přispěla k jednodušším a efektivnějším metodám výpočtu.
Kontinuální historický vývoj moderní aritmetiky začíná u helénistické civilizace starověkého Řecka (vznikl však později než babylonské a egyptské příklady). Euklides shromáždil všechny znalosti té doby z matematiky. Jeho práce obsahuje nejen geometrii, ale jsou zde shrnuty všechny výsledky bádání z této doby v oblasti matematiky. Na vznik matematických pojmů a operací s nimi, působily praktické podněty (obchod, peněžnictví, zeměměřičství, mořeplavby, astronomie…). Pythagoras ze Samu a jeho žáci velkou měrou přispěli k rozvoji aritmetiky, Pythagorejci prosazovali studium tzv. kvadrivia, které sestávalo z geometrie, aritmetiky, astronomie a hudby.
Ve středověku byla aritmetika podle novoplatonistů zařazena mezi sedm svobodných umění. Na základě praktického používání aritmetiky, měly význam přibližné výpočty iracionálních čísel, které byly nezbytné pro geometrické konstrukce. Aritmetika se vyvíjela v Indii a zemích islámu, odkud nejnovější úspěchy té doby v oblasti matematického myšlení pronikly do západní Evropy.
Potřebná znalost matematické symboliky nebyla ve středověku a v raném novověku dostačující pro praktické využití. Vznikaly různé předpisy pro výpočet. Toto pojetí se zachovalo až do přelomu středověku a novověku.

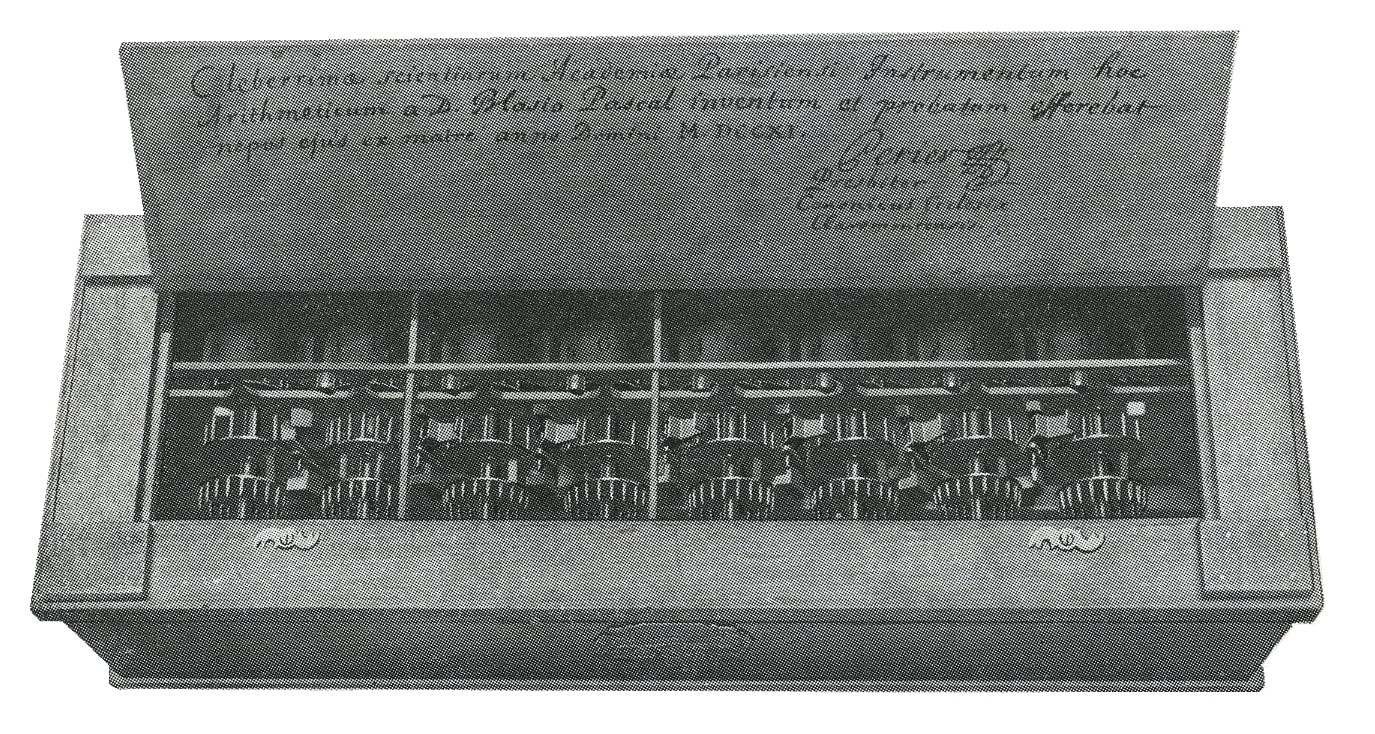
Pascaline - mechanické počítadlo

William Oughtred (1574–1660) používal x jako znak násobení, které někdy vynechával. Thomas Harriot (1560–1621) používal dnes běžné symboly pro „větší než“ (>) a „menší než“ (<), i malá písmena pro označení proměnné. Robert Recorde (1510–1558) zavedl znaménko rovná se (=). Zápis čtverce zavedl René Descartes (1596–1650).

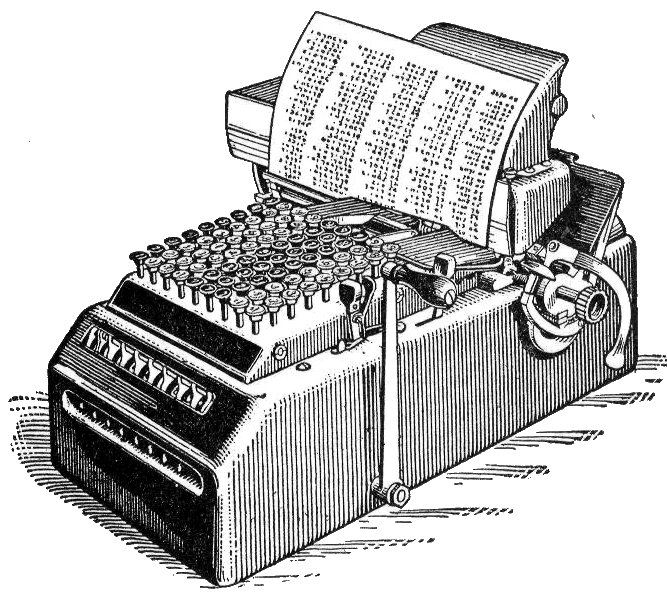
Mechanický kalkulátor

Na začátku 17. století vynalezl John Napier logaritmy a Fermat poté oddělil teorii čísel do nezávislé větve aritmetiky. Pro numerické výpočty byly vynalezeny a široce používány různé typy nástrojů. Před renesancí to byly různé druhy abaků. Mezi novější patřily mechanické kalkulačky, např. Pascalova kalkulačka.
K axiometrickému vybudování aritmetiky dochází až v 19. století. Na Bolzanově pojmu množin, vybudoval Georg Cantor teorii kardinálních a ordinálních čísel. Na začátku 20. století Ernst Zermelo publikoval axiomatiku teorie množin, která se stala mimo jiné i základem při výstavbě aritmetiky.

## Předmět aritmetiky

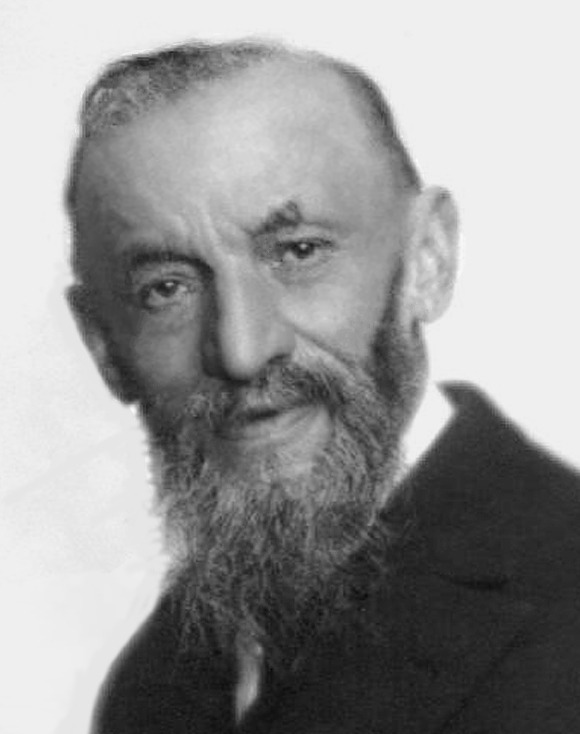
Giuseppe Peano v roce 1889

Aritmetika je nauka o číslech; zabývá se jejich definicí, způsoby zápisu a operacemi s nimi prováděnými. Giuseppe Peano v roce 1889 formuloval axiomy přirozených čísel. Na základě axiomatické teorie množin přirozených čísel jsou konstruovány další číselné množiny (celých čísel, reálných, komplexních čísel).
K hlavním operacím s čísly (sčítání, odčítání, násobení a dělení), lze přiřadit operace mocnění a odmocnění, i řešení rovnic. Seznam aritmetických operací historicky zahrnoval také dělení dvěma i dělení se zbytkem a hledání součtu aritmetických a geometrických řad.
V reálném životě jsou matematické výpočty a měření potřebné pro praktické účely (zlomky, procenta, trojčlenka) označovány jako praktická aritmetika, zatímco logická analýza pojmu čísla je označována jako teoretická aritmetika. Aritmetické operace, jako je umocňování a řešení kořenů rovnic jsou součástí algebry. V tomto ohledu je po Newtonovi a Gaussovi považována algebra za zobecnění aritmetiky. Neexistují jasné hranice mezi aritmetickou, elementární algebrou a teorií čísel.

## Elementární aritmetika
Elementární aritmetika je matematická disciplína zabývající se počítáním s přirozenými, celými a racionálními čísly. Vyučuje se již na základní škole. Běžně používané základní operace elementární aritmetiky jsou sčítání, odečítání, násobení a dělení, ale do aritmetiky samozřejmě patří i další operace jako počítání s procenty, mocniny a odmocniny, exponenciální a logaritmické funkce.

### Číselné obory
První písemné záznamy o přirozených číslech pocházejí z Mezopotámie a Egypta z období asi 3500 před n. l. Jako přirozená čísla označujeme čísla, která používáme k vyjádření počtu prvků konečných neprázdných množin (počtu osob, zvířat, předmětů apod.). Nulu začali používat v zápisech babylonští matematikové asi 2000 let před n. l., nezávisle na nich objevili nulu i Mayové. Do Evropy přinesl nulu Leonardo Pisánský (Fibonacci) - v díle Liber Abaci (Kniha o abaku) z roku 1202.

### Sčítání, násobení, umocňování
Při sčítání (součet) a násobení (součin) přirozených čísel výsledek je číslo přirozené. Násobení (resp. opakované sčítání) přirozených čísel je také přirozené číslo. Analogicky s definicí násobení sčítáním lze vícenásobné násobení použít jako definici operaci umocňování. Lze říci, že množina přirozených čísel je uzavřená vzhledem k operaci sčítání a násobení, pro odčítání a dělení není uzavřená.

#### Základní zákony aritmetiky
Pro každé přirozené číslo platí:
- věta o komutativnosti: sčítání: 2 + 3 = 3 + 2 = 5 (zamění-li se pořadí sčítanců, součet se nezmění); násobení: 5 . 4 = 4 . 5 = 20 (zamění-li se pořadí činitelů, součin se nezmění)
- věta o asociativnosti: sčítání: (2 + 4) + 5 = 2 + (4 + 5) = 11 (změní-li se umístění závorek, součet se nezmění; násobení: (10 . 5) . 2 = 10 . (5 . 2) = 100 (změní-li se umístění závorek, součin se nezmění)
- věta o neutrálnosti čísla 1 vzhledem k násobení: 10 . 1 = 10 (násobením čísla jedničkou se číslo nezmění
- věta o distributivnosti násobení vzhledem ke sčítání : 5 . (2 + 3) = 5 . 2 + 5 . 3 = 25[5]

Kromě základních zákonů aritmetiky jsou pro přirozená čísla splněna i pravidla monotónnosti sčítání a násobení, zápis v algebraické formě:
{\displaystyle a+b>a+c\lor b>c}
{\displaystyle a.b>a.c\lor b>c} a {\displaystyle a>0}
Základní pravidla pro operaci umocňování vyplývají z její definice. V algebraické formě je lze psát následovně:
{\displaystyle a^{n}.a^{m}=a^{n+m}};
{\displaystyle {\frac {a^{n}}{a^{m}}}=a^{n-m};n>m};
{\displaystyle (a^{n})^{m}=a^{nm}}

#### Odčítání, záporná čísla
Odčítáním většího čísla od menšího vznikne záporné číslo. Poprvé se koncept záporných čísel objevil v Indii, byl interpretována jako „dluh“ (kladná čísla - „majetek“). Záporná čísla se rozšířila až v 17. století. Termín „odčítání“ vytvořil Boethius , termíny „odečteno“ a „zmenšený“ vytvořil Wolf v roce 1716, „rozdíl“ - Widman v roce 1489. Moderní označení se značkami „+“ a „-“ zavedl také Widmann na konci 15. století. Teprve v 18. století Leonhard Euler, Isaac Newton nebo René Descartes začali zavádět záporná čísla. Množina čísel, zahrnující přirozená čísla, nulu a záporná čísla je obor celých čísel.

Vennův diagram zobrazení vztahu množin čísel

#### Dělení, racionální čísla
Při dělení přirozených čísel, často nebyl výsledek v oboru přirozených čísel. Např. 6 : 3 = 2, ale již 6 : 4 = 1,5 (resp. {\displaystyle 1{\frac {2}{4}}=1{\frac {1}{2}}} ). Byla zavedena nová čísla – zlomky, které se poprvé objevily už 3000 před n. l. v Mezopotámii a Egyptě. Zlomky společně s celými čísly tvoří množinu racionálních čísel, používají se k vyjádření počtu celků a jejich dílů, změn těchto počtů apod. Množina racionálních čísel je uzavřená pro předchozí čtyři operace.

#### Odmocnění, reálná čísla, komplexní čísla
Odmocnit některá racionální čísla není problém, např. {\displaystyle {\sqrt {4}}=\pm 2} ; ale {\displaystyle {\sqrt {2}}=1{,}414213562...} V rozvoji se žádná skupina číslic neopakuje, nejedná se tedy o číslo racionální s periodickým rozvojem, ale o množinu čísel, které se nazývají iracionální. Kladná iracionální čísla se objevila okolo roku 300 před n. l. ve spisech Eukleida. Množina iracionálních čísel se označuje I a patří sem √2, √5, π atd. Množina, která obsahuje všechna přirozená, celá, racionální a iracionální čísla se nazývá množina reálných čísel, značí se R.
Odmocňování např. při řešení kvadratické rovnice {\displaystyle x^{2}+1=0}; její řešení vede na {\displaystyle x^{2}=-1}. Aby rovnice měla řešení, byla zavedena komplexní jednotka {\displaystyle i} (platí {\displaystyle i\cdot {}i=i^{2}=-1}).
Komplexní jednotka je součástí imaginárního čísla (např. 4i), jehož označení pochází od René Descartesa. Komplexní číslo se zapisuje jako dvojčlen {\displaystyle a_{1}+a_{2}i} , v tomto zápisu se číslo {\displaystyle a_{1}} nazývá reálná část, {\displaystyle a_{2}} imaginární část komplexního čísla. Množina komplexních čísel se značí C.
Ve starověkém Řecku (na příkladu výpočtu úhlopříčky čtverce - straně byla přiřazena hodnota 1), byly učiněny pokusy získat přesnou číselnou hodnotu dané úhlopříčky. Což se odrazilo v Euklidových „Počátcích“. Skutečná čísla se stala předmětem výzkumu až v 17.–18. století. Ve druhé polovině 19. století formulovali Dedekind, Cantor a Weierstrass své konstruktivní metody pro stanovení reálného počtu.

## Formální aritmetika
Formální teorie aritmetiky je nedílnou součástí matematické logiky. Existuje mnoho formálních aritmetik, nejdůležitějšími jsou aritmetiky Presburgerova, Robinsonova a Peanova. Zkoumáním vlastností formálních aritmetik lze dosáhnout mnoha významných výsledků – jednoznačně nejslavnějším z nich jsou Gödelovy věty o neúplnosti.